# Coll de Pendís
El Coll de Pendís és un coll o depressió de 1.781 metres, situat a la serralada que separa la Baixa Cerdanya (Bellver de Cerdanya) del Berguedà (Guardiola de Berguedà), entre la Serra de la Moixa, a l'oest, i la Serra del Moixeró, a l'est.
Es tracta d'un port, ubicat a la Serra del Cadí, entre el Prepirineu, constituït de materials calcaris i margosos procedents de les eres secundària i terciària, i el Pirineu axial, format per materials més antics originats a l'era primària, com el granit, les pissarres o els esquistos. La seva situació es troba al límit entre les comarques de la Cerdanya i el Berguedà, a la divisòria d'aigües entre les conques del Riu Segre i Llobregat. Entre els components geològics pels quals està format el contorn estan les riolites de Gréixer, conjunt d'afloraments de roques volcàniques calco-alcalines de composició riolítica d'edat Carbonífer-Permià.
El Coll de Pendís és un lloc de pas important de diferents rutes i camins. Entre aquestes, destaca, especialment, el sender de gran recorregut GR 107 o Camí dels Bons Homes.